# Облога Нового Карфагена
Облога Нового Карфагена (209 р. до н. е.) — ключовий епізод бойових дій римлян проти карфагенян в Іспанії під час Другої Пунічної війни. Успішне взяття Нового Карфагена дозволило Римській республіці перехопити ініціативу і перемогти у Другій Пунічній війні.

## Передумови
Після невдалих дій Публія та Гнея Корнеліїв Сципіонів в кампанії 211 до н.е. римська армія в Іспанії була вимушена відійти назад до річки Ебро. Загалом римляни та карфагеняни вели активні бойові дії в яких перемогу здобували то одні, то інші. Майже одразу римляни змогли оточити і майже знищити війська карфагенян і роздобути цінні трофеї. Після цього активні бойові дії в Іспанії призупинилися. Сенат постановив призначити командувача військами в Іспанії у ранзі проконсула. На загальних зборах було обрано кандидатуру Публія Корнелія Сципіона Молодшого, при чому одноголосно. Наприкінці 210 до н.е. Сципіон відправився до Іспанії, взявши з собою 10 000 легіонерів та 1000 кінноти підкріплення. Підбадьоривши своїх бійців полум'яними промовами, він почав розробляти план дій. Дізнавшись про те, що три армії карфагенян відійшли досить далеко від Нового Карфагену, Сципіон вирішив йти прямо на нього з 25 000 піхоти, 2500 кінноти. Також з моря його підтримував Гай Лелій з флотом у 35 кораблів.

## Розташування
Опис міста дав у своїй праці Полібій: 
 «Карфаген знаходиться посередині морського берега Іберії в затоці, зверненому на північний захід, що має в глибину стадій двадцять, а в ширину входу близько десяти стадій. Вся затока має значення гавані, і ось з якої причини: біля входу до неї лежить острів, по обидва боки якого залишаються лише вузькі проходи всередину затоки. Так як морська хвиля затримується біля острова, то всередині затоки панує затишшя, якщо тільки не виробляють хвилювання південно-західні вітри, які вриваються обома проходами всередину затоки; інші вітри не мають сюди доступу завдяки материку, що замикає . У глибині затоки видається у вигляді півострова височина, на якій і розташоване місто. Зі сходу і півдня він омивається морем, із заходу і півночі до нього прилягає лагуна, так що вільна смуга землі від озера до моря, що з'єднує місто з материком, має не більше двох стадій в ширину. Що стосується самого міста, то внутрішня частина його представляє западину; з південного боку від моря до міста веде рівна місцевість; з інших боків місто оточують пагорби, з яких два мають вигляд крутих пагорбів, інші три набагато нижче, але скелясті і недоступні. Найзначніша височина панує над містом зі сходу і тягнеться до моря; на ній знаходиться святилище Асклепія. Протилежні цьому пагорб на західній стороні схожий на нього за видом; тут знаходиться чудовий царський палац, споруджений, як кажуть, Гасдрубалом в той час, коли він домагався царської влади. Три інші менші височини замикають місто з півночі. Одна з них звернена на схід і називається пагорбом Гефеста; наступна за нею носить ім'я Алет; кажуть, що ця людина відкрила срібну руду і за те був удостоєний божих почестей. Третій пагорб називається пагорбом Крона. Заради рибалок лагуна з'єднана штучно з морем, а для доставлення в місто припасів з околиць в'ючними тваринами або на візках жителі перекинули міст в тому місці, де вододіл перетинається».— Полібій

## Початок облоги
Побудувавши потрібні для утримування міста в облозі укріплення, Сципіон розпочав повноцінну блокаду міста і з суші, і з моря. Магон, керівник гарнізону Нового Карфагену, видав зброю громадянам і розподілив бійців по периметру стін. Всього у місті знаходилося 1000 карфагенських вояків і 2000 озброєних жителів. Магон вирішив одразу ж атакувати римське військо, але на жаль для нього, ця спроба не була успішною. Римляни спробували перейти у контрнаступ, але драбини римських легіонерів не були розраховані на такі високі мури, і карфагенські бійці, озброєні метальною зброєю змогли відбити наступ римлян, не дивлячись навіть на хоробрість Публія Сципіона, який з'являвся у найгарячіших точках бою і підбадьорював своїх бійців.. Після цього приступу бойовий дух карфагенянян піднявся, і вони навіть почали сподіватися на те, що карфагенські армії поза містом зможуть прийти їм на допомогу.

## Взяття міста
Після невеликої перерви Сципіон вирішив піти на новий приступ міста. Дізнавшись від місцевих рибалок про те, що під час відпливу можливо підійти до міста зі сторони моря, вирішив скористатися цим, і, дочекавшись відпливу, з загоном, який складався з 500 бійців, пішов на приступ з незахищеної сторони. Карфагеняни вважали, що ця сторона міста була неприступна і не виставили там жодного караулу. Тим часом римляни йшли на приступ з суші й несли великі втрати від дротиків, які карфагеняни кидали в них з стін. Лише коли загін Сципіона почав атакувати захисників стін з тилу, вони зрозуміли що їх було обійдено. Захисники були спантеличені і припинили опір. Магон, бачачи, як його війська розбігаються у різні боки, вирішив здатися. Стіни були взяті, і в місті розпочалася різанина. Новий Карфаген було захоплено.

## Наслідки
Римляни захопили велику кількість військового спорядження, яке підрахував квестор Гай Фламіній. Було взято близько 10000 полонених, з яких всі ремісники (близько 2000) стали рабами римського народу. Усім громадянам Нового Карфагену було дозволено повернутися до спокійного життя в місті, а негромадяни були відправлені на кораблі як веслувальники. Було захоплено 120 дуже великих катапульт, та 281 менших, 23 великих балісти і 51 менша, велика кількість великих і малих скорпіонів, мечі та метальна зброя, 74 знамені та 63 кораблі, на яких знаходилося військове спорядження та будматеріали. Захоплено також було величезну кількість золотих та срібних виробів, 400 000 модіїв пшениці та 270 000 модіїв ячменю.Найзнатніші бранці були відправлені Публієм у Рим з Гаєм Лелієм. Карфагенські політики намагалися применшити роль цієї поразки, виступаючи на засіданнях в Карфагені, але шкода, завдана карфагенській державі цією утратою, була очевидна — Рим отримав доступ до однієї з найбільших баз карфагенян, до того ж взяття Нового Карфагена дозволило римлянам швидко очистити Іспанію від карфагенян та заволодіти цінними ресурсами цієї території, такими як срібло, що мало вирішальну роль у перемозі над Карфагеном у Другій Пунічній війні.

### Історіографія
- John Keegan. A history of warfare. ISBN 0-09-174527-6.
- Howard Hayes. A History of the Roman World. ISBN 0-415-30504-7.
- Лансель С. Ганнібал. — Молодая гвардия, 2002.